# Кордонье, Альфонс Амеде
Альфонс Амеде Кордонье (фр. Alphonse-Amédée Cordonnier; 1 февраля 1848, Ла-Мадлен — 27 октября 1930, Париж) — французский скульптор.

## Биография

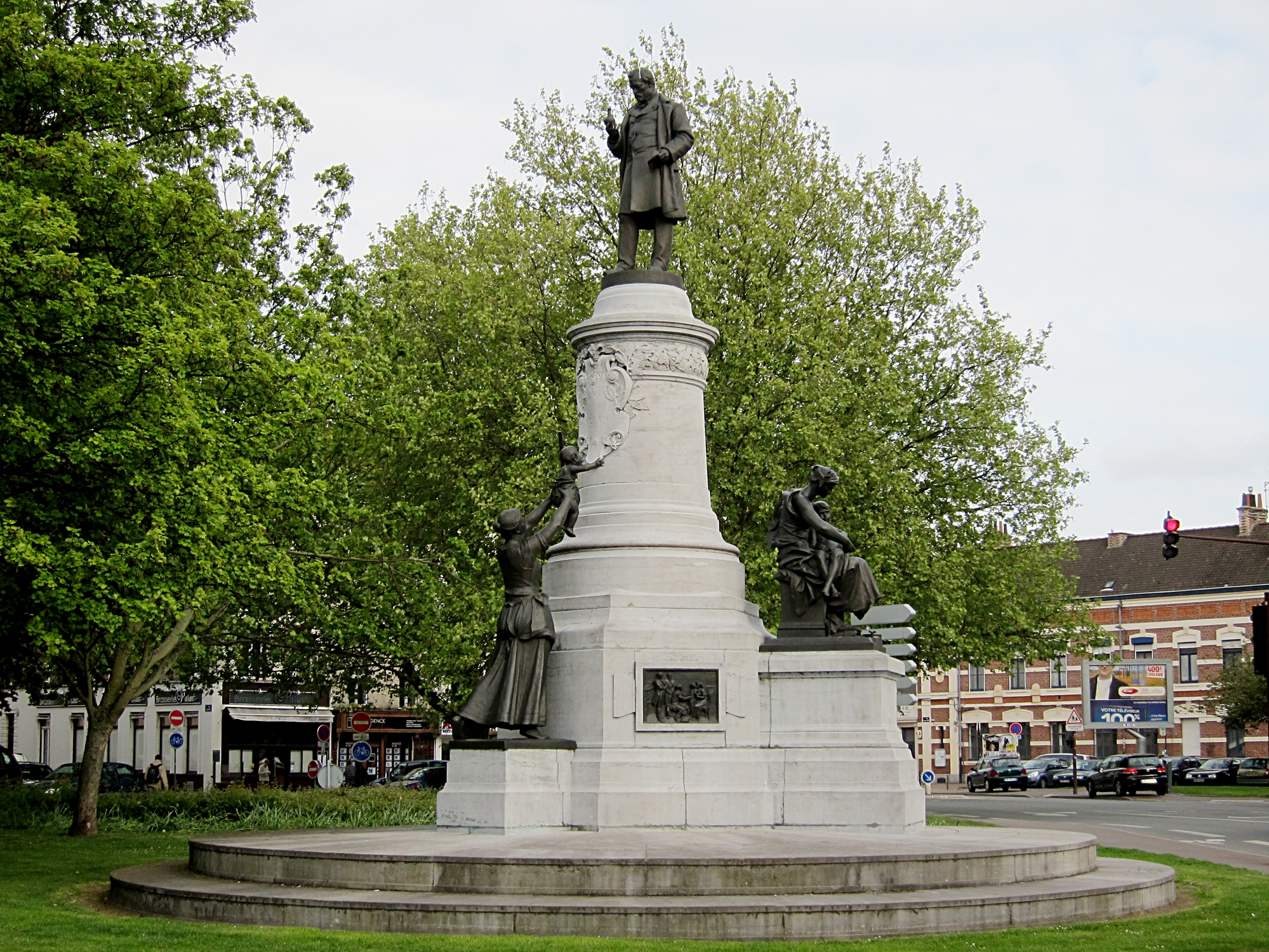
Памятник Луи Пастеру (1899), Лилль

Родился в 1848 году в городе Ла-Мадлен в департаменте Нор (поблизости от Лилля). 
Учился ремеслу скульптора сперва в школе изящных искусств Лилля, а затем — в Высшей школе изящных искусств Парижа, где его основными наставниками были Огюст Домон и Габриэль Жюль Тома.
В 1873 году отправился в Рим на стипендию частного фонда. 
В 1877 году получил Римскую премию первой степени в области скульптуры. 
В 1874 году дебютировал на ежегодном Салоне французских художников, и в дальнейшем выставлялся там регулярно, причём уже в следующем 1875 году получил медаль Салона третьей степени, в 1876 году — второй степени, в 1883 — первой. Помимо Салона французских художников, Кордонье выставлялся также и на Салоне Независимых.
На Всемирной выставке 1889 года в Париже был награждён серебряной медалью, а на Всемирной выставке 1900 года, также проходившей в столице Французской республики — золотой. 
Кавалер (1888), а затем — офицер (1903) ордена Почетного легиона.
Творчество Кордонье иногда относят к стилю необарокко, что связано с пышностью, насыщенностью деталями, а также сложностью созданных им работ. Наряду с традиционными мрамором и бронзой, Кордонье иногда экспериментировал с необычными материалами. Его скульптурная группа «Искушение Святого Антония» (1890) выполнена из мрамора и дерева, что усиливает выразительность работы за счёт визуального цветового противопоставления.
В поздние годы Кордонье отошёл от изысканных эклектичных (или, в другой трактовке, необарочных) произведений к сдержанным натуралистическим скульптурам, многие из которых изображали быт простых людей («Сеятель» 1907 года и др.).
Скончался Кордонье в 1930 году в Париже.
Сегодня Дворец изящных искусств Лилля располагает крупной и представительной подборкой его работ.

## Галерея

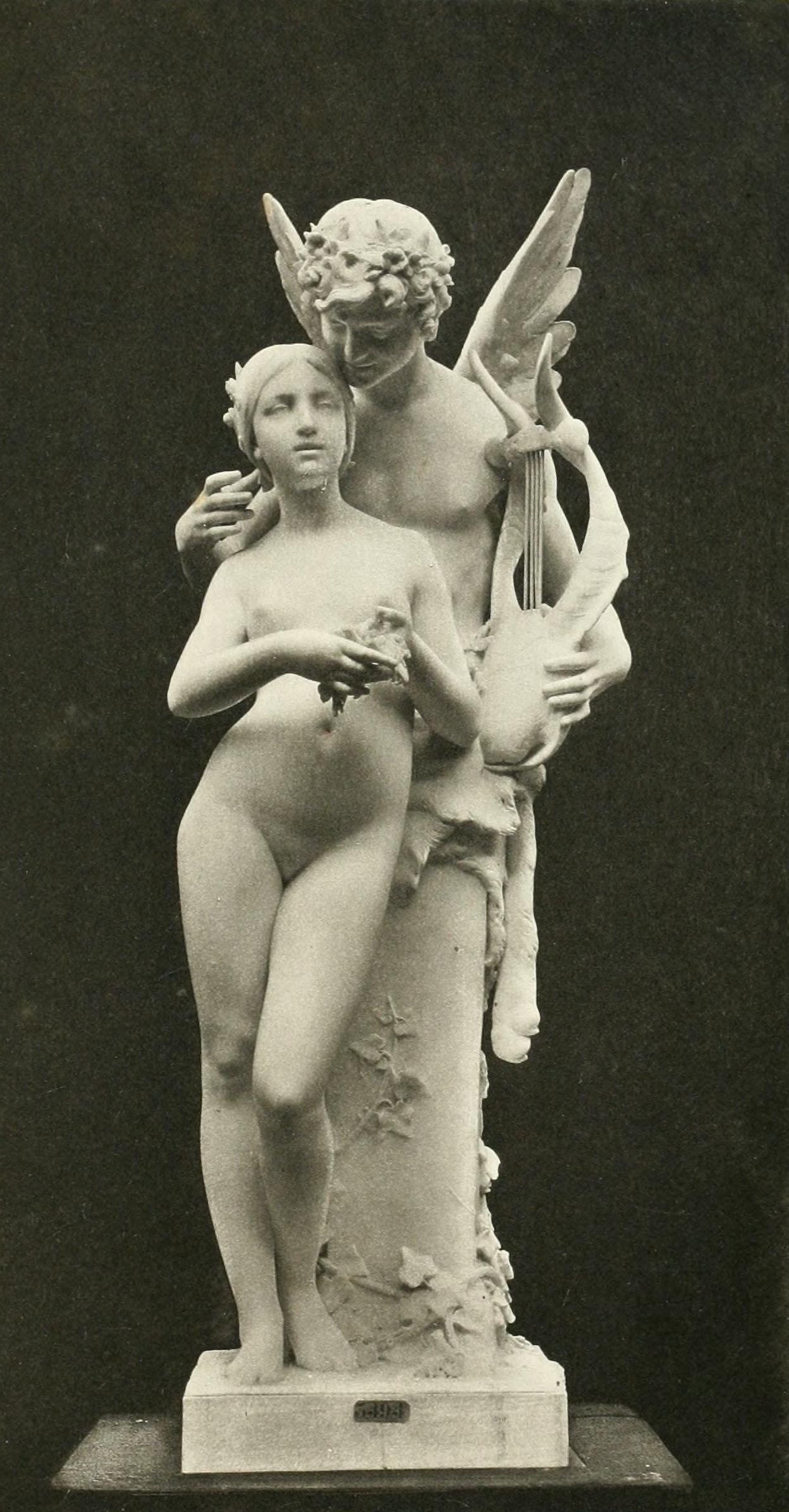
Весна (1883), Шато-Тьерри, городская ратуша
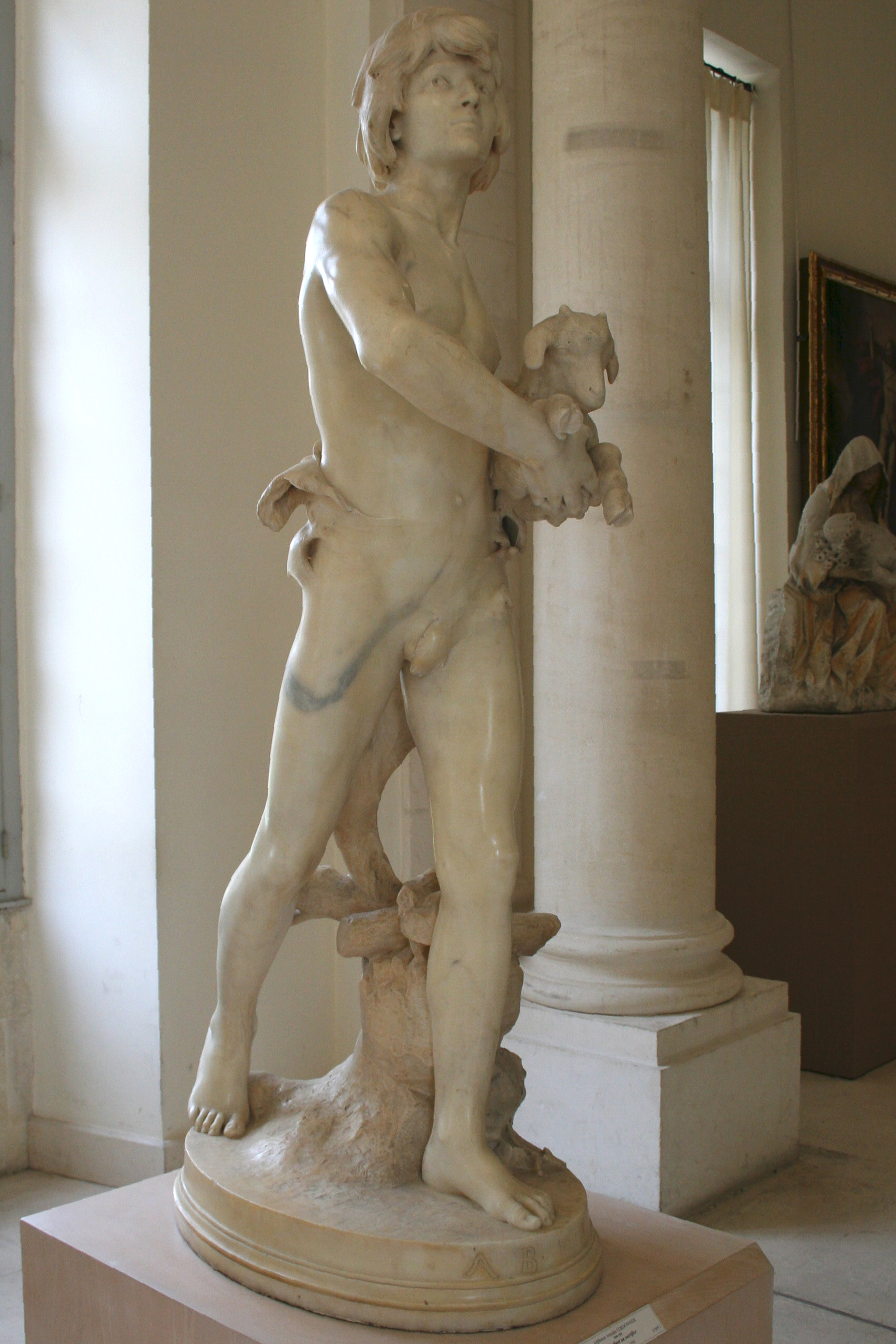
Авель (1884), Музей Кальве, Авиньон
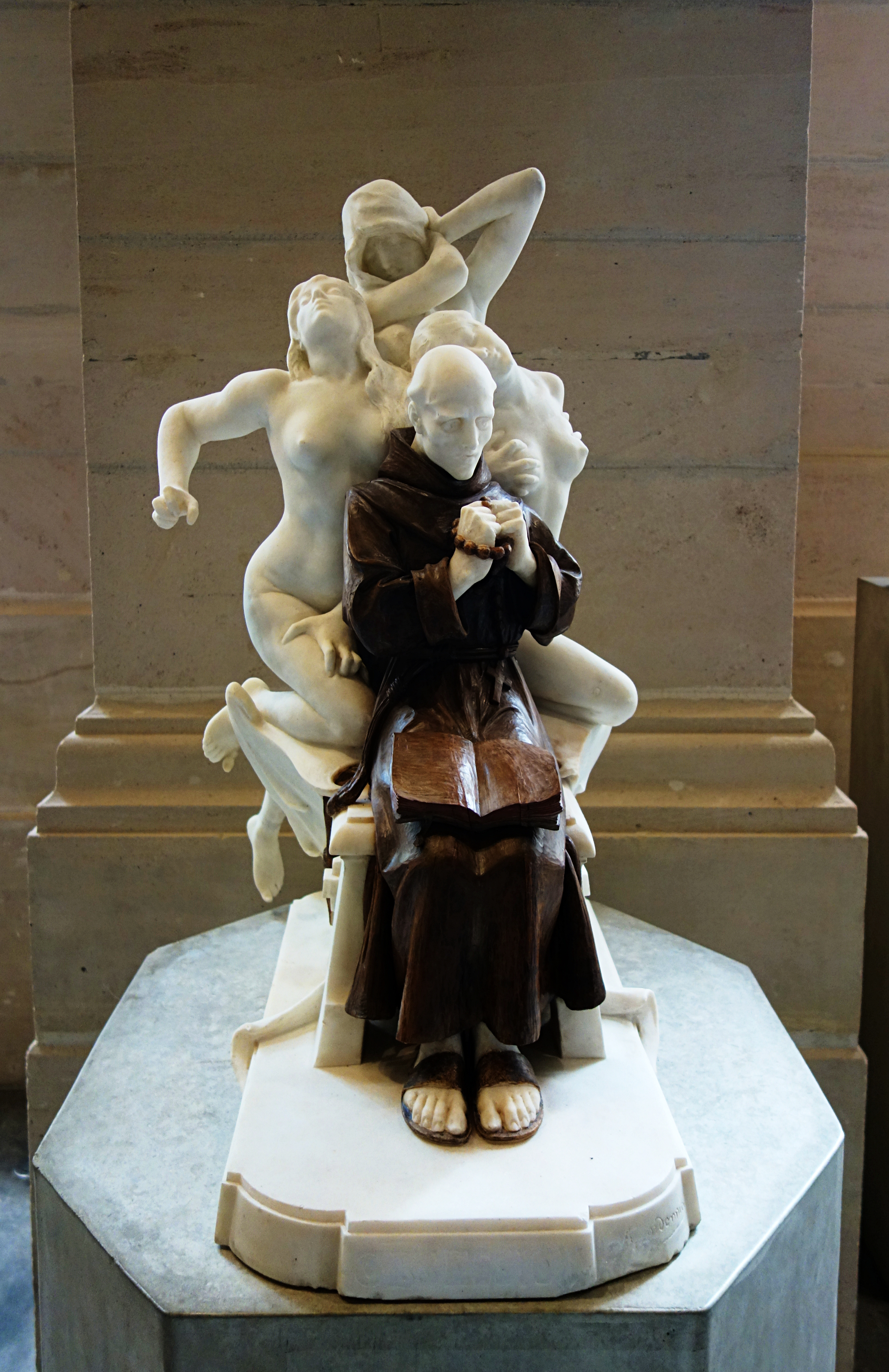
«Искушение Святого Антония» (1890), мрамор и дерево, Дворец изящных искусств Лилля
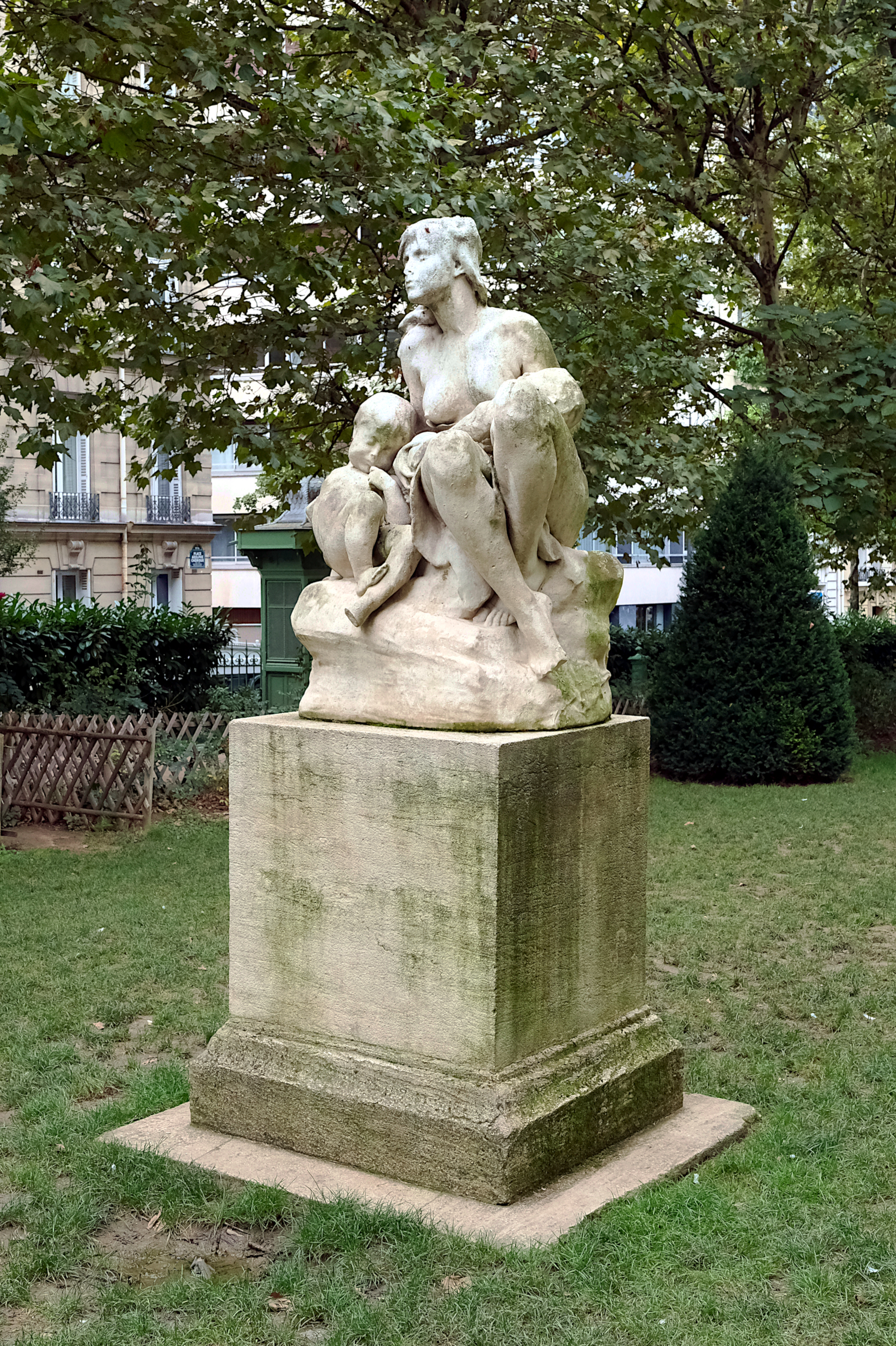
Материнство (1899), Париж
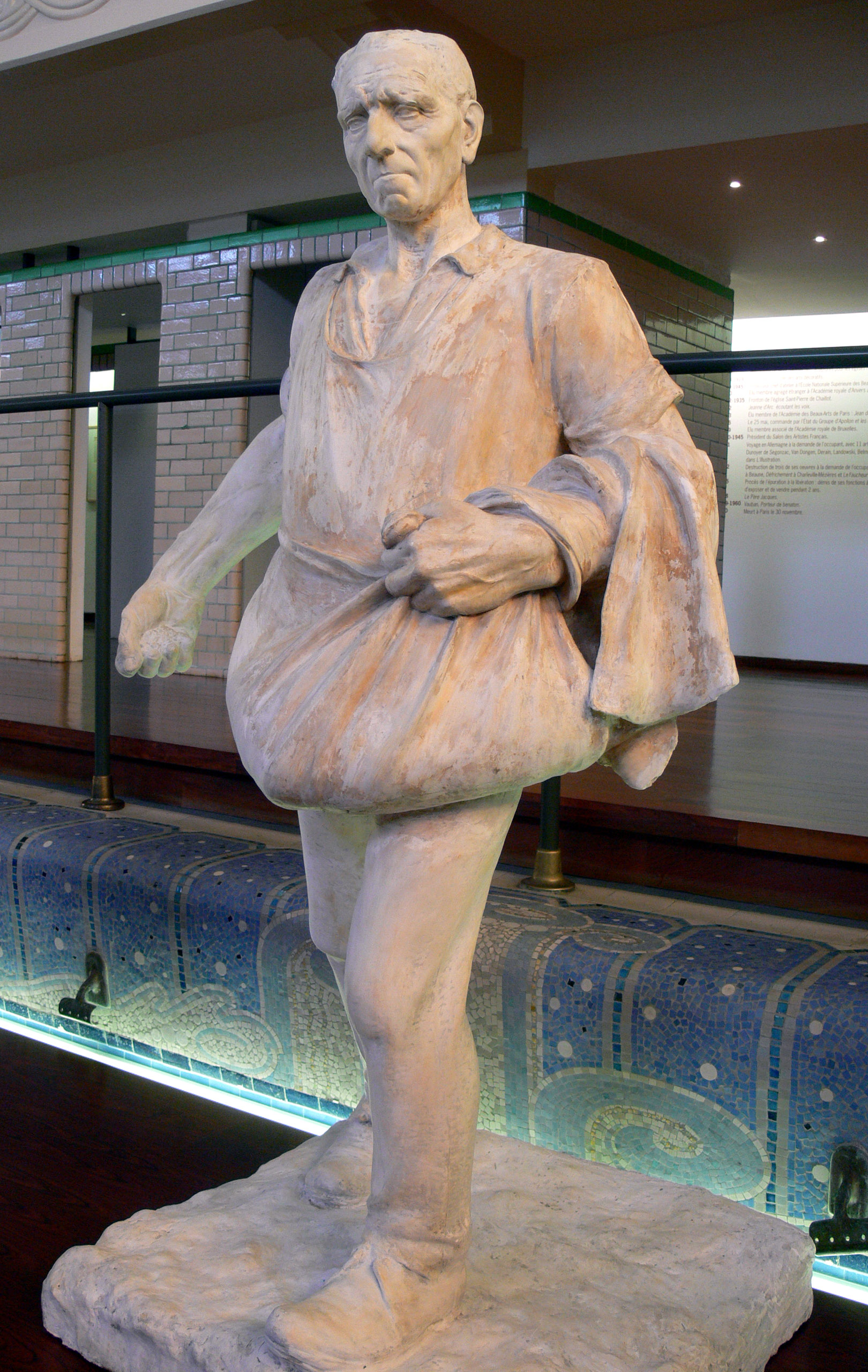
Сеятель (1907), Музей Ла-Пишине, Рубе
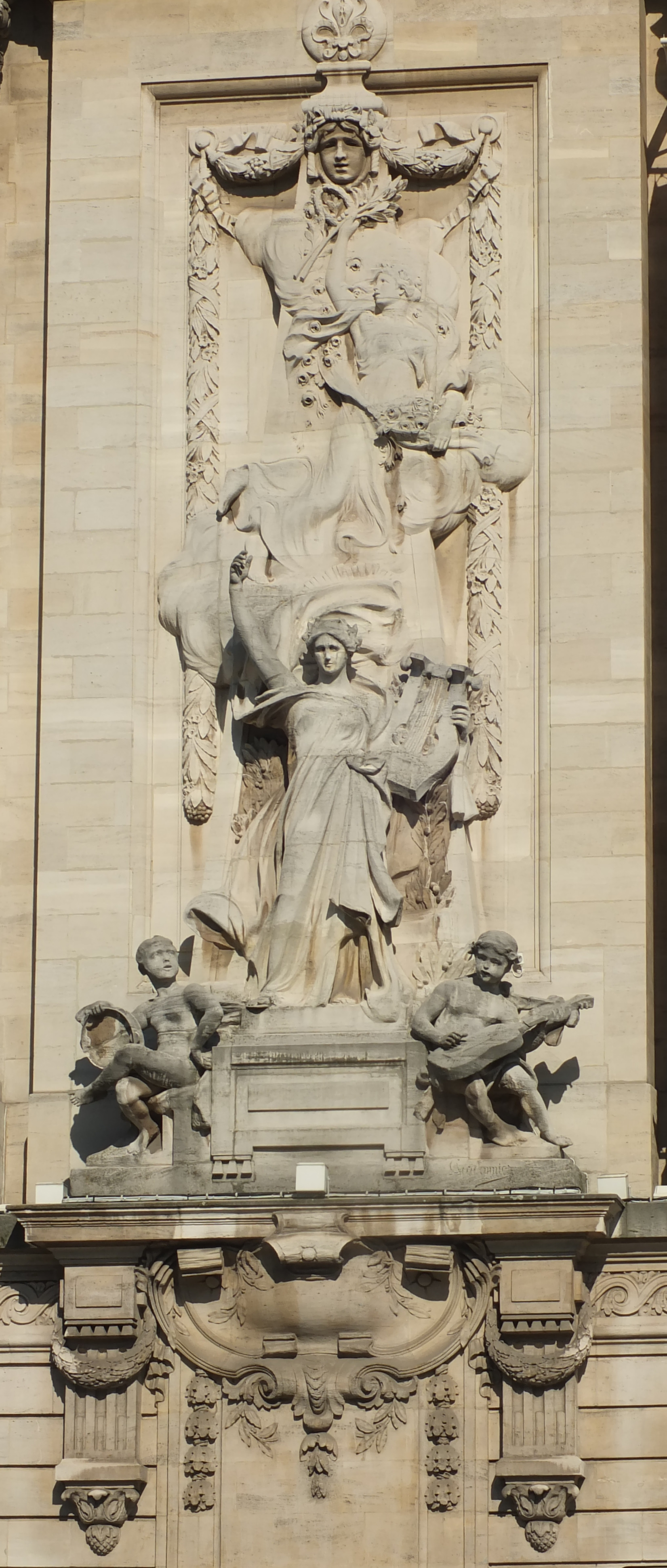
Аллегория Музыки (1912), Лилльская опера (фасад)